# Rick van Drongelen
Rick van Drongelen (ur. 20 grudnia 1998 w Axel) – holenderski piłkarz występujący na pozycji obrońcy. Od 2017 roku jest zawodnikiem klubu Hamburger SV.

## Życiorys
W czasach juniorskich trenował w klubie JVOZ. W 2012 roku został zawodnikiem juniorskiej drużyny Sparty Rotterdam, a w 2016 roku kadry pierwszego zespołu tego klubu. Zadebiutował w 17 kolejce sezonu 2015/2016 Jupiler League w domowym spotkaniu z FC Volendam wygranym przez jego drużynę 3:1. Premierowe trafienie zaliczył w 37 kolejce w spotkaniu z MVV Maastricht, a jego zespół wygrał 1:3. Sparta zakończyła sezon na 1 miejscu w tabeli awansując na najwyższy szczebel rozgrywkowy. W Eredivisie zadebiutował w spotkaniu 1 kolejki z Ajaxem Amsterdam przegranym przez jego drużynę 1:3. 
W sierpniu 2017 odszedł ze Sparty Rotterdam za 3 miliony euro i podpisał pięcioletni kontrakt z Hamburger SV. W barwach nowego zespołu zadebiutował w spotkaniu 1 kolejki Bundesligi z FC Augsburg wygranym przez jego zespół 1:0.

## Statystyki
| Sezon   | Rozgrywki      | Klub             | Mecze | Gole |
| ------- | -------------- | ---------------- | ----- | ---- |
| 2015/16 | Jupiler League | Sparta Rotterdam | 15    | 1    |
| 2016/17 | Eredivisie     | Sparta Rotterdam | 31    | 0    |
| 2017/18 | Bundesliga     | Hamburger SV     | 18    | 0    |
| 2018/19 | 2. Bundesliga  | Hamburger SV     | 34    | 2    |

stan na 21 maja 2019